# 飢え
飢え（うえ）とは、食欲（空腹感）を感じている状態、もしくは望みが満たされていない状態。飢えが生命の危機レベルなモノを飢餓と呼ぶ。

## 類語との差異
- 栄養失調は、偏食を含む食事内容の誤りで栄養不足によって引き起こされる状態。
- 飢饉とは、あらゆる動物相における広範囲に及ぶ食糧不足現象。この現象は普通、局地的な栄養失調、飢餓、伝染病、死亡率の増加などを伴う。
- 飢餓 とは「飢え」よりも長い間食べ物が欠乏している状態[3]。

## 栄養失調の統計
2024年7月、全世界の栄養失調者数が2023年で約7億3,340万人に達したと報告された。 
これは世界の総人口のおよそ11分の1に相当する。また、栄養失調とは別に、2021年で約23億2,550人（人口割合で約28.9%）が重度・中度の食糧不安(内、約8億6,410万人[人口割合で約10.7%]が重度)に直面している。
2023年の時点での世界の栄養失調者の数は、2005年以降最も低かった2014年の5億3,870万人から約1億9,470万人増加している。 国際連合食糧農業機関FAOは、世界は全人類（すなわち80億人[ 2022年11月15日時点]）を養うのに十分な食糧を既に生産しており、約1.5倍の120億人にでさえ食糧を供給しうると主張している 。
| 年次                               | 1970 | 1980 | 1990 | 2000 | 2005 | 2010 | 2015 | 2020 | 2022 |
| ---------------------------------- | ---- | ---- | ---- | ---- | ---- | ---- | ---- | ---- | ---- |
| 発展途上国における栄養失調者の割合 | 37 % | 28 % | 19 % | 17 % | 16 % | 11 % | 10 % | 10 % | 11 % |

注：中国など人口の多い国々の重要なデータの更新の際、2000年まで遡ってより正確に見直された結果、世界の飢餓人口の推定数は減少している。そのため、2000年以降と1999年以前のデータは異なることに留意する。
世界の地域別では、2022年時点でサブサハラアフリカでは、約20.4%（2億9,840万人）もの人々が栄養失調に苦しんでいる。
特に、東アフリカ（約28.6%、1億3,850万人）と中部アフリカ（約30.8%、6,220万人）は高い傾向にある。人数では、南アジアが2億8,090万人（地域内の栄養失調者の割合：約13.9%）であり、サブサハラアフリカと南アジアで約78.3%を占める。
なお、2030年は栄養失調者数が、減少するものの約5億8,170万人に達することが予測されおり、アフリカ地域の栄養失調者は2019年コロナウイルス感染症流行前の2019年に比べて約1.33倍の約3億810万人となる。
また、2019年コロナウイルス感染症流行による経済悪化と流通制限とロシアのウクライナ侵攻によるロシア海軍の艦隊による黒海の海上封鎖で港が閉鎖されたことで生じた食料供給減少による穀物の価格高騰により、ウクライナとロシアからの穀物や肥料の輸入に依存している後発発展途上国や低所得国を中心に影響を与えたことにより、2020年から2021年の間に増加し、2022年時点で流行前の基準（2019年：人口は約6億1,280万人、割合は約7.9%）に戻っていない。なお、ウクライナの輸出ルートにあたる黒海西側での防衛強化により、2023年12月にはウクライナからの穀物などの輸出量が侵攻前の基準に回復しつつある。但し、輸出の約40%を紅海を経由してアジアに輸出しており、輸出する途中でイエメンの反政府勢力フーシ派が船舶への攻撃を行っており、安定的供給に懸念が生じている。

### 栄養失調死亡率の統計
- 平均すると、栄養不足の直接的もしくは間接的な結果として、3.6秒ごとに1人が死亡している。[24][25][26]
- 栄養不足の直接的もしくは間接的な結果として、年間約310万人の5歳未満の子どもが死亡している。時間換算すると、10.2秒ごとに1人が死亡している。[27][28]

## アメリカ合衆国における飢え
食事宅配サービスを行っているミールズ・オン・ホイールズ・アメリカ協会(MOWAAF)は、飢えは米国の何百万もの高齢者が直面している深刻な脅威であり、その問題を理解することは救済策を開発するための重要な第一歩であるとした。
2007年にMOWAAFは、ハラーズ 基金による費用負担のもとで、「アメリカにおける高齢者の飢えの原因、結果および展望」と題した調査研究を委託した。 その報告は2008年5月ワシントンD.C. で、アメリカ合衆国上院 高齢化に関する特別委員会の公聴会で公表された。
研究の結果、アメリカでは、高齢者の500万人以上(全高齢者の11.4%に相当)が何らかの形の食糧不安を経験している、すなわち言い換えるとわずかに食糧が不足しているのだと分かった。そのうち約250万人が飢えの危険性にあり、およそ75万人が経済的な理由で飢えに苦しんでいる。より飢えの危機にさらされやすい高齢者というのもいる。高齢者人口全体の代表と比べて、限られた収入の人、70歳未満の人、アフリカ系アメリカ人、ヒスパニック、未婚者、借家人、及びアメリカ合衆国南部在住の高齢者などはみな飢えの危険性が比較的高い。 特定の高齢者は飢えの危険性がより高い一方で、飢えは所得の程度に関係なく起こりうる。例えば、飢えの危険がある全高齢者の半数以上が貧困線を上回る収入を得ているのだ。同様に、そのようなことは、あらゆる人口集団にも言える。例を挙げると、飢えの危険性がある高齢者のうち、白人が3分の2を超えている。飢えの危険性には、家族構成、特にひとり暮らしや孫と生活をしている高齢者のそれに渡って、著しい相違点がある。ひとり暮らしでは、既婚の高齢者に比べて2倍も飢えを経験しやすい。飢えの危険にさらされているのが、現在孫と同居していない世帯ではおよそ20に1つであるのに比べ、孫と暮らす（が成人した子どもはいない）高齢者世帯では5つに1つである。非都市地域に住む高齢者も、大都市圏に住む高齢者と同じくらい食糧不安を経験しやすい。これは食糧不安が都市と地方のどちらにおいても起こりうるのだということ示唆している。
2013年11月に発表された非営利団体「飢えと闘うニューヨーク市連合」の報告書によると、ニューヨークでは20%を超える子どもたちが十分に食べるものもなく暮らしているとされる。その原因として、ハリケーン・サンディによって多くの人びとがホームレス生活を強いられており、また当局の予算削減やアメリカ経済の低迷が挙げられている。

## 対策
国際連合食糧農業機関(FAO)や国際連合世界食糧計画(WFP)などの国際団体、ユニセフなどの慈善団体などが飢餓地域の食料援助を行っている。
国家は、備蓄などの食料安全保障を行い。民間では救荒食物の収集、保存食を作り備えている。
イギリスの新聞社タイムズが発表している高等教育情報冊子『タイムズ・ハイアー・エデュケーション』は、Impact Rankings zero hunger (SDG 2) のランキングを設けて、飢えの研究に貢献があった大学を評価している。
- 2020年：1位南京農業大学、2位国立台湾大学、3位ウォータールー大学[32]
- 2021年：1位メトロポリタナ自治大学、2位クイーンズ大学 (カナダ)、3位コインブラ大学[33][34]
- 2022年：1位北海道大学、2位ウェスタンオンタリオ大学、3位京都大学[35]